# Arthroleptis lameerei
Espèce
Synonymes
- Schoutedenella lameerei (de Witte, 1921)
- Schoutedenella muta de Witte, 1933

Statut de conservation UICN

 LC  : Préoccupation mineure
Arthroleptis lameerei est une espèce d'amphibiens de la famille des Arthroleptidae.

## Répartition
Cette espèce se rencontre dans le nord-est de l'Angola, dans le Sud-Est du Congo-Kinshasa et au Burundi.

## Étymologie
Cette espèce est nommée en l'honneur d'Auguste Lameere.

## Publication originale
- de Witte, 1921 : Description de batraciens nouveaux du Congo belge. Revue Zoologique Africaine, vol. 9, p. 1-22 (texte intégral).